# Gaj Siewierin
Gaj Iljicz Siewierin (ros. Гай Ильи́ч Севери́н, ur. 24 lipca 1926 w Czudowie, zm. 7 lutego 2008 w Moskwie) – konstruktor generalny NPP Zwiezda (1964-2008).

## Życiorys
W 1949 ukończył Moskiewski Instytut Lotniczy, pracował w Instytucie Lotniczo-Badawczym im. M. Gromowa, gdzie zajmował się badaniami i testowaniem sprzętu dla załóg samolotów i systemów zasilania samolotów. Od 1958 wykładał w Moskiewskim Instytucie Lotniczym, którego w 1976 został profesorem, w styczniu 1964 został mianowany głównym konstruktorem i dyrektorem zakładu nr 918 (późniejszego NPP Zwiezda) w miejscowości Tomilino w obwodzie moskiewskim. Był tam konstruktorem generalnym, a 1982-2008 jednocześnie dyrektorem generalnym i konstruktorem generalnym. Pod jego kierunkiem opracowano skafandry, systemy podtrzymywania życia i środki awaryjnego opuszczania statków kosmicznych i stacji orbitalnych, zastosowanych w statkach kosmicznych Wostok. Uczestniczył w przygotowaniu do lotu Jurija Gagarina, a także opracowywał sprzęt, dzięki któremu Aleksiej Leonow wyszedł w otwartą przestrzeń kosmiczną. Był autorem i współautorem ponad stu prac naukowych, wypromował ponad 40 kandydatów i doktorów nauk. W 2000 został akademikiem RAN. Pochowany na Cmentarzu Trojekurowskim w Moskwie.

## Odznaczenia i nagrody
- Złoty Medal „Sierp i Młot” Bohatera Pracy Socjalistycznej (8 lutego 1982)
- Order Lenina (trzykrotnie - 22 lipca 1966, 15 stycznia 1976 i 8 lutego 1982)
- Order Rewolucji Październikowej (26 kwietnia 1971)
- Order „Za zasługi dla Ojczyzny” II klasy (23 lutego 2007)
- Order „Za zasługi dla Ojczyzny” III klasy (23 sierpnia 1996)
- Order Przyjaźni Narodów (1992)
- Nagroda Leninowska (1965)
- Nagroda Państwowa ZSRR (1978)
- Państwowa Nagroda Federacji Rosyjskiej

i medale.